# .tt
.tt ist die länderspezifische Top-Level-Domain (ccTLD) des Staates Trinidad und Tobago. Sie wurde am 3. September 1999 eingeführt und wird vom Trinidad and Tobago Network Information Centre (TTNIC) verwaltet.

## Eigenschaften
Domains werden sowohl auf zweiter, als auch dritter Ebene vergeben. Neben .tt stehen die Second-Level-Domains .co.tt und .com.tt für kommerzielle Unternehmen, .edu.tt für staatliche Schulen, gov.tt für staatliche Behörden, Organisationen und Firmen, .mil.tt für Einheiten und Organisationen innerhalb der Trinidad and Tobago Defence Force, .net.tt für Internet Service Provider und .org.tt für andere Organisationen zur Auswahl. Eine .tt-Domain darf insgesamt zwischen zwei und 63 Zeichen lang sein. Die Reservierung kostet für Käufer ohne Wohn- oder Firmensitz in Trinidad gut doppelt so viel wie für einheimische Käufer.